# Бомбардування Подгориці
Бомбардування Подгориці — бомбардування Подгориці були проведені авіацією країн антигітлерівської коаліції (США і Велика Британія) під час Другої світової війни в 1943 і 1944 роках, на прохання командування югославських партизанів.

## Передісторія
У період між світовими війнами населення Подгориці становило близько 13 000 чоловік. 6 квітня 1941 війська країн Осі напали на Югославію. Фактично країна розпалася, а на території Чорногорії було створено королівство під протекторатом Італії. Після виходу Італії з Другої світової війни, територія Чорногорії була окупована німецькими військами. Командування Народно-визвольної армії Югославії просило союзників розпочати повітряні бомбардування Подгориці, де перебували сили німецької армії та її союзників — четників.
У кінці війни Подгориця стала одним з міст на шляху виведення німецьких військ з Албанії та Греції. Внаслідок цього командування союзників ухвалило рішення інтенсивніше бомбити місто.

## Бомбардування міста
23 жовтня 1943 підрозділи ВПС США бомбили аеропорт Подгориці. У нальоті брали участь літаки Bell P-39 Airacobra. Після цього німецьке командування стало сповіщати жителів міста про нальоти і ті знаходили притулок у печерах за містом.
Інтенсивніші бомбардування Подгориці відбулися 5 травня 1944 коли 116 літаків Consolidated B-24 Liberator ВПС США скинули 270 тонн бомб на місто. У ході нальоту було вбито 4 німецьких солдата, 100 четників і 400 жителів міста. У ході бомбардування було зруйновано католицька церква, мечеть і православний цвинтар.
6 листопада 1944 72 літака ВПС Великої Британії бомбили місто. Було повідомлено про 700 убитих солдатів вермахту. 7 листопада 124 літака Lockheed P-38 Lightning бомбили німецькі війська в Подгориці і його околицях.

## Підсумки
Бомбардування союзників практично повністю зруйнували місто. Близько 4100 осіб було вбито під час нальотів. Збиток від бомбардувань склав близько 1060 млн югославських динарів.